# Röksäckspinnare
Röksäckspinnare (Dahlica lazuri) är en fjärilsart som först beskrevs av Carl Alexander Clerck 1759.  Röksäckspinnare ingår i släktet Dahlica, och familjen säckspinnare. Arten är reproducerande i Sverige.